# Wszechnica Uniwersytetu Jagiellońskiego
Wszechnica Uniwersytetu Jagiellońskiego – powołana do życia w 2005 roku pozawydziałowa jednostka organizacyjna Uniwersytetu Jagiellońskiego. Nawiązuje do amerykańskiej formuły "University Extensions", tj. uniwersyteckich jednostek udostępniających naukową wiedzę ekspercką w formie kształcenia ustawicznego.

## Władze
- dr Marta Lenartowicz (2005 - 2008)
- Maciej Kocurek (od 2008)

## I Rada Wszechnicy UJ
- prof. Grażyna Prawelska-Skrzypek - przewodnicząca Rady
- dr Krzysztof Brocławik
- Agnieszka Dudziak
- dr Jarosław Flis
- dr Joanna Heidtman
- dr Małgorzata Kossowska
- dr Jerzy Lackowski
- dr Waldemar Martyniuk
- Andrzej Ryś
- dr Marcin Smaga
- dr Jacek Urbaniec